# Uvi móvil

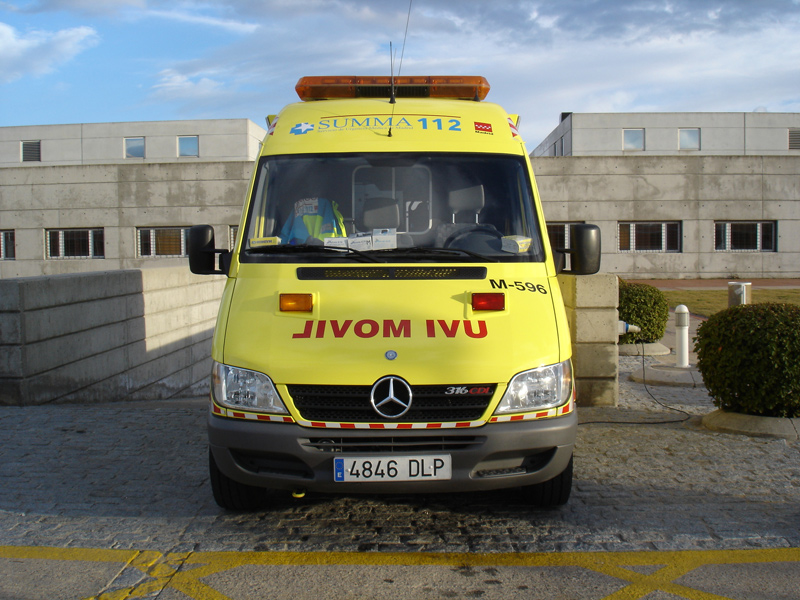
Uvi móvil del SUMMA 112- Madrid en el Hospital de Alcorcón.

UVI móvil es el término con el que se designaba habitualmente en España a las ambulancias de Soporte Vital Avanzado (ambulancias clase C). Se destinan a la atención de pacientes de alto riesgo, riesgo vital y patologías graves.
Otros nombres utilizados clásicamente para referirse a este tipo de recurso son: UCI móvil,Unidad Móvil de Emergencias, Ambulancia Medicalizada o, como nombre preferente conforme a la normativa, Unidad de Soporte Vital Avanzado.
El Real Decreto 619/1998 regulaba los requisitos mínimos que deben cumplir las ambulancias a nivel nacional. La normativa fue actualizada con el Real Decreto 836/2012 del 25 de mayo donde se refiere a este tipo de ambulancia como Ambulancia clase C.

## Equipamiento sanitario mínimo requerido
El citado decreto establece el equipamiento que como mínimo debe poseer:
- Instalación fija de oxígeno
- Respirador mecánico
- Ventilador manual
- Equipo de aspiración eléctrico
- Laringoscopio y tubos endotraqueales
- Mascarillas de ventilación
- Material fungible de apoyo a la ventilación
- Maletines de resucitación de adulto y niño
- Monitor-desfibrilador de 12 derivaciones, con PNI, pulsioxímetro y capnógrafo
- Material para punción y canalización venosa
- Esfigmomanómetro, fonendoscopio, linterna de exploración
- Material de inmovilización (collarines, inmovilización de MMII, MMSS y columna)
- Material quirúrgico
- Material de cura
- Equipos de sondaje y drenaje
- Recipiente frigorífico
- Medicamentos: analgésicos (incluidos los derivados opiáceos), anestésicos locales, antagonistas del calcio, antagonistas opiáceos (naloxona), antianginosos, antiarrítmicos, anticolinérgicos, antisépticos, benzodiacepinas, bloqueantes betaadrenérgicos, broncodilatadores, corticosteroides, diuréticos, glucosa, insulina de acción rápida, sueros, sustitutos del plasma y vasoactivos (adrenalina).

Además de los mínimos establecidos por el decreto, cada región y cada servicio puede añadir lo que considere necesario.

## Dotación de personal
Aunque el Real Decreto 836/2012 establece un mínimo de dos (Técnico de Emergencias Sanitarias y Enfermera), en la mayoría de las regiones, la dotación se compone de tres o cuatro miembros.  En estos casos, se añadiría un segundo TES y un médico. 
Conforme al RD 836/2012 son exactamente:
"Las ambulancias asistenciales de clase C, deberán contar, al menos, con un conductor que esté en posesión del título de formación profesional de técnico en emergencias sanitarias antes citado o correspondiente título extranjero homologado o reconocido, con un enfermero que ostente el título universitario de Diplomado en Enfermería o título de Grado que habilite para el ejercicio de la profesión regulada de enfermería, o correspondiente título extranjero homologado o reconocido. Asimismo, cuando la asistencia a prestar lo requiera deberá contar con un médico que esté en posesión del título universitario de Licenciado en Medicina o título de Grado que habilite para el ejercicio de la profesión regulada de médico, o correspondiente título extranjero homologado o reconocido."
Conforme al RD 836/2012, se legalizan oficialmente como SVA las ambulancias existentes desde el inicio de los años 90 que contaban con enfermera y uno o dos TES. Hasta entonces se comportaban como SVB con enfermera y el material avanzado y se maldenominaban SVAE (aún hay uso del acrónimo a pesar de no existir legalmente).